# Гуго V (граф Мэна)
Гуго V (Уго д’Эсте; фр. Hugues d'Este; умер в 1097) — граф Мэна в 1069—1093 годах; сын маркграфа Альберто Аццо II д’Эсте и Герсенды, дочери графа Мэна Герберта I.

## Биография

### Борьба за Мэнское графство
В 1062 году умер граф Мэна Герберт II. Перед смертью он завещал графство герцогу Нормандии Вильгельму, но мэнская знать не согласилась с этим решением. При поддержке графа Анжуйского Жоффруа III она восстала, признав в качестве сеньоров графа Амьена и Вексена Готье III и его жену Биоту, тётку покойного графа Герберта II.
Вильгельм в 1063 году захватил Ле-Ман и взял в плен Готье и Биоту. Они были помещены в заключение в замок Фалез, где умерли в том же году при невыясненных обстоятельствах. Графом Мэна Вильгельм сделал своего сына Роберта Куртгёза.

### Граф Мэна
В 1069 году мэнская знать, поддерживаемая Фульком IV Анжуйским, опять восстала. В качестве графа был приглашён Гуго д’Эсте, по матери Гарсенде внук графаГерберта I. Согласно Ордерику Виталию, новый граф не отличался ни умом, ни мужеством. В 1073 году Вильгельм Завоеватель вторгся в Мэн, и Гуго убежал.
После смерти Вильгельма Завоевателя в 1087 году, пользуясь раздорами между его сыновьями, Гуго опять захватил Мэн. При этом ему пришлось постоянно бороться с Робертом Куртгёзом, ставшим герцогом Нормандии. В 1093 году Гуго продал права на графство своему двоюродному брату Эли де Божанси. Умер Гуго в 1097 году.

### Брак
Жена: до 1071 года — Эрия, дочь герцога Апулии и Калабрии Роберта Гвискара.